# Neukamerun
Neukamerun (z niem. Nowy Kamerun) – określenie terytoriów w środkowo-zachodniej Afryce, przejętych przez Cesarstwo Niemieckie od Francji w 1911 r.
W 1907 r. Theodor Seitz, gubernator niemieckiego Kamerunu, bronił niemieckich posiadłości przed francuskimi próbami ekspansji.
     Kamerun Niemiecki
     Kamerun Brytyjski
     Kamerun Francuski
     niepodległy Kamerun
     Kamerun Niemiecki
     Tereny przekazane Francji przez Niemcy
     Tereny okupowane przez Brytyjczyków od 1916, obecnie część Kamerunu
     Tereny okupowane przez Brytyjczyków od 1916, obecnie część Nigerii
     Tereny przekazane Niemcom przez Francję

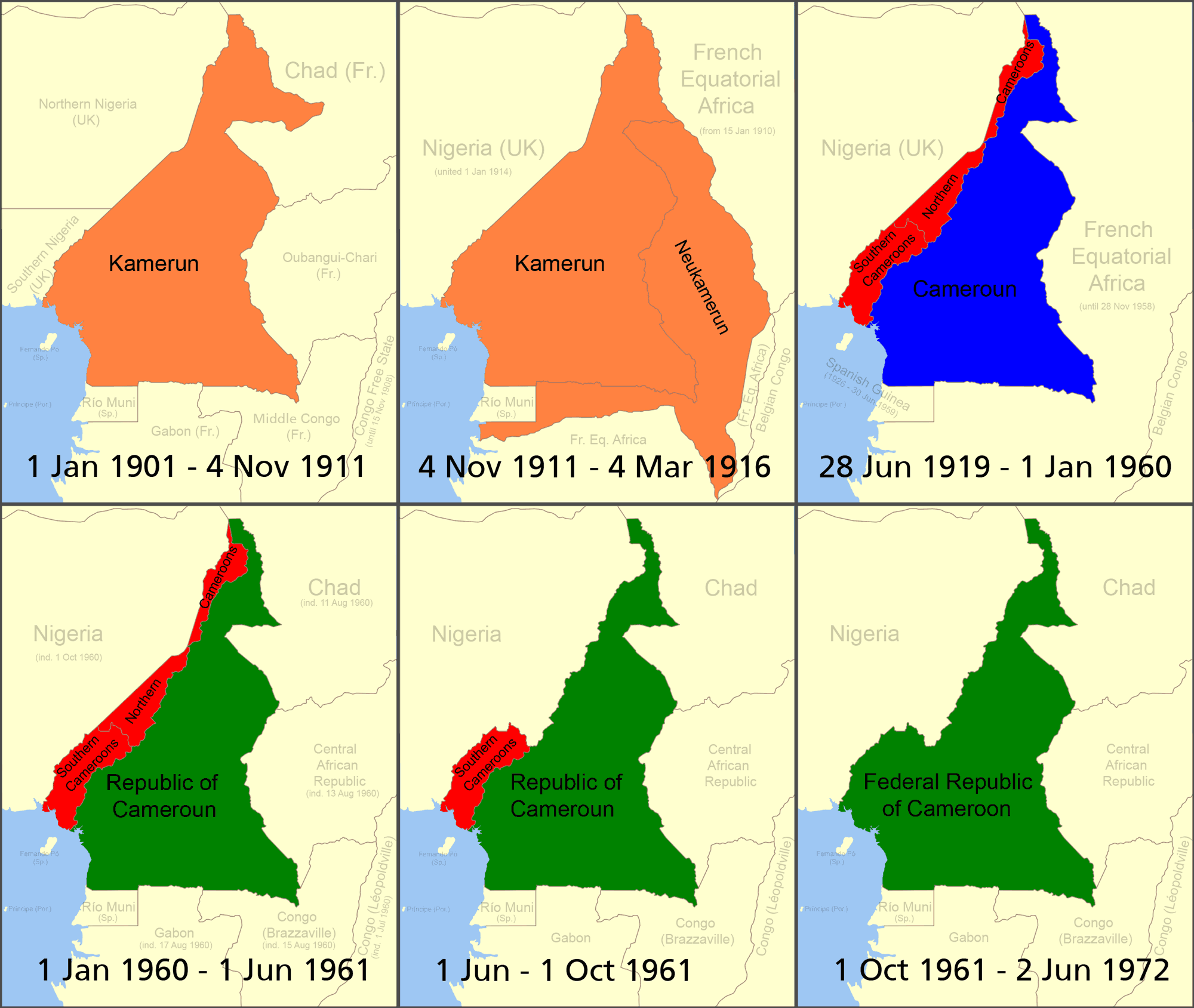
Zmiany terytorium Kamerunu
Kamerun Niemiecki
Kamerun Brytyjski
Kamerun Francuski
niepodległy Kamerun

Kamerun Niemiecki
Tereny przekazane Francji przez Niemcy
Tereny okupowane przez Brytyjczyków od 1916, obecnie część Kamerunu
Tereny okupowane przez Brytyjczyków od 1916, obecnie część Nigerii
Tereny przekazane Niemcom przez Francję

Francja i Niemcy rywalizowały o kontrolę nad Marokiem. Gdy w 1911 r. wybuchł kryzys agadirski udało się 4 listopada doprowadzić do podpisania wynegocjowanego traktatu feskiego. W jego wyniku Francja zrzekła się fragmentu swojej części Konga, w zamian za niemiecką rezygnację z prób uzyskania wpływu na Maroko oraz niewielki kawałek północno-wschodniego Kamerunu.
Kamerun powiększył się z 465 000 km² do 760 000 km².
W 1916 r., po rozbiciu niemieckich sił w Afryce, Francja uzyskała od Niemiec zwrot oddanych pięć lat wcześniej terytoriów. Po zakończeniu I wojny światowej Francja uzyskała kontrolę nad niemal całym Kamerunem, jako terytorium mandatowym.
Obecnie Neukamerun jest podzielony pomiędzy Czad, RŚA, Kongo i Gabon.